# Municipio de Vermillion (condado de Clay)
El municipio de Vermillion (en inglés: Vermillion Township) es un municipio ubicado en el condado de Clay en el estado estadounidense de Dakota del Sur. En el año 2010 tenía una población de 433 habitantes y una densidad poblacional de 6,63 personas por km².

## Geografía
El municipio de Vermillion se encuentra ubicado en las coordenadas 42°46′48″N 96°57′21″O / 42.78000, -96.95583. Según la Oficina del Censo de los Estados Unidos, el municipio tiene una superficie total de 65.35 km², de la cual 61,1 km² corresponden a tierra firme y (6,49 %) 4,24 km² es agua.

## Demografía
Según el censo de 2010, había 433 personas residiendo en el municipio de Vermillion. La densidad de población era de 6,63 hab./km². De los 433 habitantes, el municipio de Vermillion estaba compuesto por el 92,15 % blancos, el 3 % eran amerindios, el 0,23 % eran asiáticos, el 0,92 % eran de otras razas y el 3,7 % eran de una mezcla de razas. Del total de la población el 0,23 % eran hispanos o latinos de cualquier raza.